# Sander van Doorn

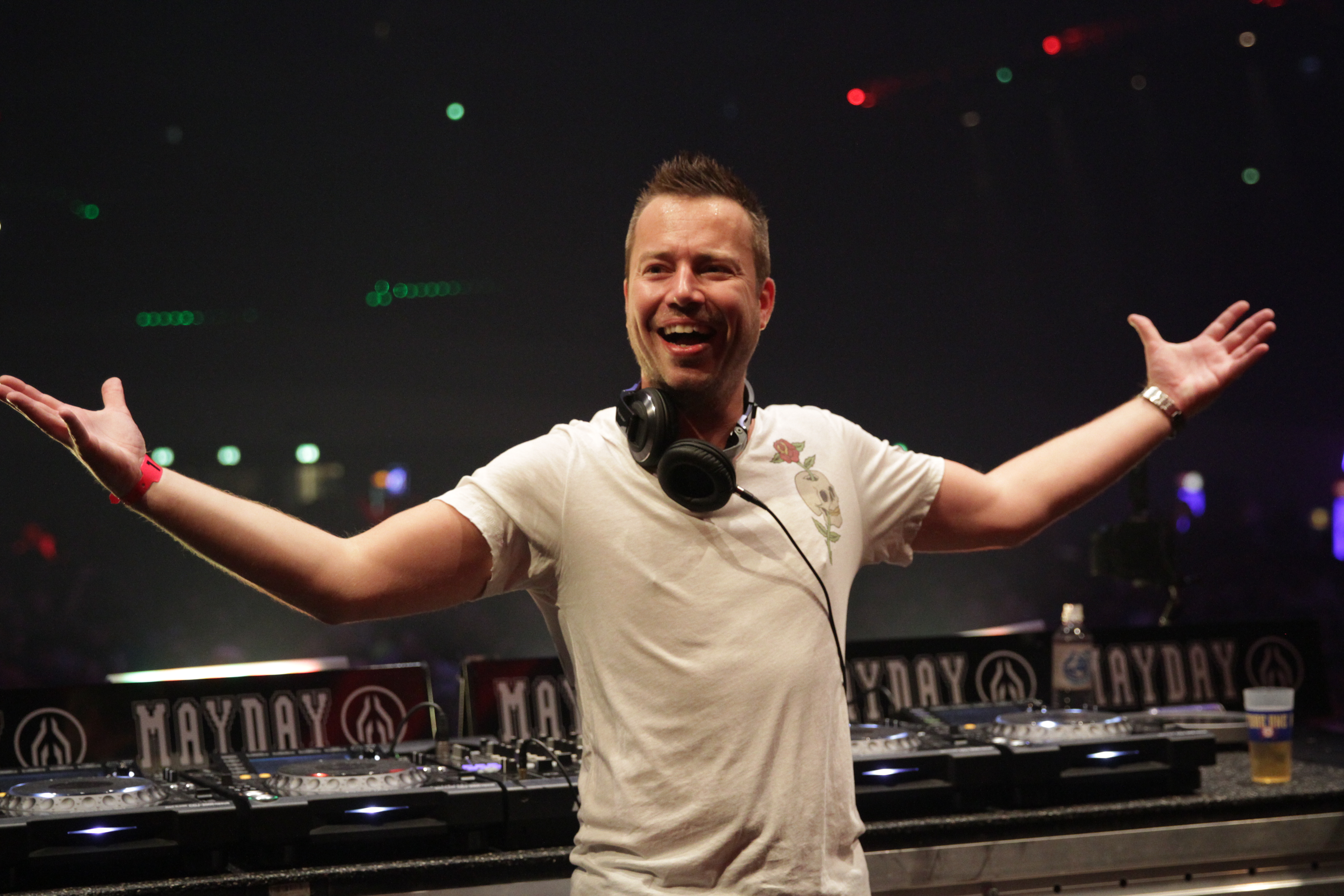
Sander van Doorn auf der Mayday (2014)

Sander van Doorn (* 28. Februar 1979 in Eindhoven; bürgerlicher Name Sander Ketelaars) ist ein niederländischer DJ und Musikproduzent im Bereich der elektronischen Tanzmusik. Er ist auch unter den Pseudonymen Sam Sharp, Purple Haze und Filterfunk bekannt.

## Biografie
Sander van Doorn begann im Alter von 16 Jahren als DJ und unternahm bald erste Experimente im Produzieren mit einem Drumcomputer.
Als erste Erfolge konnte er als Resident-DJ bei The Gallery im Ministry of Sound in London und bei Judgement Sunday im Club Eden in Ibiza auflegen. Im Juni 2006 wurde er eingeladen, einen Essential Mix auf BBC Radio 1 zu geben.
Am 3. März 2008 veröffentlichte Sander sein erstes Album, „Supernaturalistic“, auf dem Label Spinnin’. Im gleichen Monat gewann er bei den International Dance Music Awards an der Winter Music Conference in Miami die Auszeichnung als „Best Breakthrough DJ“ und schlug in dieser Kategorie Calvin Harris, Deadmau5 und Axwell. Sein Song „Riff“ war außerdem als bester Underground Track nominiert.
Seit 2006 hat Sander eine monatliche Radiosendung namens „Identity“ auf dem Internetradio-Sender Digitally Imported. Für 2010 wurde Sander mit dem niederländischen Musikpreis Zilveren Harp ausgezeichnet.

## Diskografie

### Studioalben
| Jahr | Titel              | Höchstplatzierung, Gesamtwochen, AuszeichnungChartsChartplatzierungen (Jahr, Titel, Platzierungen, Wochen, Auszeichnungen, Anmerkungen) | Anmerkungen                              |
| Jahr | Titel              | NL | Anmerkungen                              |
| ---- | ------------------ | --- | ---------------------------------------- |
| 2008 | Super Naturalistic | — | Erstveröffentlichung: 7. März 2008       |
| 2011 | Eleve11            | NL62 (3 Wo.)NL | Erstveröffentlichung: 23. September 2011 |

### Singles
| Jahr | Titel Album                                         | Höchstplatzierung, Gesamtwochen, AuszeichnungChartplatzierungen (Jahr, Titel, Album, Platzierungen, Wochen, Auszeichnungen, Anmerkungen) | Höchstplatzierung, Gesamtwochen, AuszeichnungChartplatzierungen (Jahr, Titel, Album, Platzierungen, Wochen, Auszeichnungen, Anmerkungen) | Höchstplatzierung, Gesamtwochen, AuszeichnungChartplatzierungen (Jahr, Titel, Album, Platzierungen, Wochen, Auszeichnungen, Anmerkungen) | Höchstplatzierung, Gesamtwochen, AuszeichnungChartplatzierungen (Jahr, Titel, Album, Platzierungen, Wochen, Auszeichnungen, Anmerkungen) | Höchstplatzierung, Gesamtwochen, AuszeichnungChartplatzierungen (Jahr, Titel, Album, Platzierungen, Wochen, Auszeichnungen, Anmerkungen) | Anmerkungen                                                                 |
| Jahr | Titel Album                                         | DE | AT | CH | UK | NL | Anmerkungen                                                                 |
| ---- | --------------------------------------------------- | --- | --- | --- | --- | --- | --------------------------------------------------------------------------- |
| 2005 | S.O.S. (Message in a Bottle) –                      | — | — | — | UK60 (1 Wo.)UK | NL19 (7 Wo.)NL | Erstveröffentlichung: 2005 als Filterfunk                                   |
| 2007 | By Any Demand Super Naturalistic                    | — | — | — | — | NL38 (2 Wo.)NL | Erstveröffentlichung: 2007 feat. MC Pryme                                   |
| 2007 | Riff Super Naturalistic                             | — | — | — | — | NL28 (4 Wo.)NL | Erstveröffentlichung: 2007                                                  |
| 2009 | Close My Eyes –                                     | DE33 (6 Wo.)DE | — | — | — | — | Erstveröffentlichung: 4. Januar 2009 vs. Robbie Williams                    |
| 2010 | Renegade (The Official Trance Energy Anthem 2010) – | — | — | — | — | NL30 (6 Wo.)NL | Erstveröffentlichung: 22. März 2010                                         |
| 2011 | Koko Eleve11                                        | — | — | — | — | NL17 (9 Wo.)NL | Erstveröffentlichung: 2011                                                  |
| 2012 | Nothing Inside –                                    | — | — | — | — | NL17 Gold · (9 Wo.)NL | Erstveröffentlichung: 2012 feat. Mayaeni                                    |
| 2013 | Project T Bringing Home the Madness                 | DE33 (7 Wo.)DE | AT39 (3 Wo.)AT | CH21 (8 Wo.)CH | — | — | Erstveröffentlichung: 2. September 2013 vs. Dimitri Vegas & Like Mike       |
| 2014 | Gold Skies                                          | — | — | — | UK49 (1 Wo.)UK | NL33 (3 Wo.)NL | Erstveröffentlichung: 16. Juni 2014 mit Martin Garrix & DVBBS feat. Aleesia |

Weitere Singles
- 2004: Twister (als Sam Sharp)
- 2004: Loaded
- 2004: Punk'd
- 2004: Dark Roast
- 2004: Theme Song (als Sandler)
- 2005: Hoover:Craft (als Sam Sharp)
- 2006: Eden / Rush (als Purple Haze)
- 2006: Pumpkin
- 2007: Grasshopper
- 2008: The Bass
- 2008: Look Inside Your Head
- 2008: Apple
- 2008: Organic (mit Marco V)
- 2009: Roundabout (als Sam Sharp)
- 2009: What Say (mit Marco V)
- 2009: Bliksem (als Purple Haze)
- 2009: Bastillon
- 2009: Ninety
- 2010: Daisy
- 2010: Reach Out
- 2010: Hymn 2.0 (als Purple Haze)
- 2010: Daddyrock
- 2010: Intro
- 2010: Love is Darkness (mit Carol Lee)
- 2011: Timezone (als Purple Haze)
- 2011: Drink to Get Drunk
- 2011: Outro
- 2012: Chasin’
- 2012: Kangaroo (mit Julian Jordan)
- 2013: Joyenergizer
- 2013: Ten (feat. Mark Knight & Underworld)
- 2013: Into the Light (mit DubVision vs. MAKO feat. Mariana Bell)
- 2013: Neon
- 2013: Direct Dizko (mit Yves V)
- 2014: Right Here, Right Now (Neon)
- 2014: Guitar Track (mit Firebeatz)
- 2014: THIS (mit Oliver Heldens)
- 2015: Ori Tali Ma
- 2015: Oh, Amazing Bass
- 2015: Lost (mit MOTi)
- 2015: White Rabbit (mit Pep & Rash)
- 2016: Cuba Libre
- 2016: Tribal (mit Gregor Salto)
- 2016: Not Alone
- 2016: WTF (mit HI-LO)
- 2017: Need To Feel Loved
- 2017: The Rhythm
- 2017: Mant Array
- 2018: No Words (mit Belle Humble)
- 2018: Let It Go (mit D.O.D)
- 2019: One Love (mit Frontliner & KOCH)
- 2019: 500 (PCM)
- 2019: Blowback (mit Firebeatz)
- 2020: Like This (mit Frontliner)
- 2020: Spotlight (mit Harris & Ford)
- 2020: Rosy (als Purple Haze)
- 2020: The World (mit Lucas & Steve)
- 2020: I Dream
- 2020: Feels Like Summer
- 2020: Temper Temper (mit ONR)
- 2021: Golden (mit Blondfire)
- 2021: What You Want

### Remixe (Auswahl)
- 2003: Randy Katana – One Solid Wave (Sam Sharp Mix)
- 2003: DJ Tatana – Soul Cry (Sam Sharp Remix)
- 2004: Blank & Jones – Stars Shine Bright (Sam Sharp Remix)
- 2004: Matt Darey – Nocturnal Delight (Sandler Remix)
- 2006: 4 Strings – Take Me Away (Into the Night) (Purple Haze Remix)
- 2006: Armin van Buuren – Control Freak
- 2006: Tiësto – Dance4Life
- 2006: Mode Hookers – Breathe
- 2007: Wamdue Project – King of My Castle
- 2008: Sia – The Girl You Lost to Cocaine
- 2008: OneRepublic – Apologize
- 2009: The Killers – Spaceman
- 2009: Depeche Mode – Peace
- 2010: Swedish House Mafia vs. Tinie Tempah – Miami 2 Ibiza
- 2011: Lady Gaga – Marry the Night
- 2011: Cybersonik – Technary
- 2012: Neil Davidge – To Galaxy (Sander van Doorn & Julian Jordan Remix)